# Brödranejlika
Brödranejlika [Dianthus carthusianorum] L. illhör familjen nejlikväxter.